# St. Ulrich am Pillersee

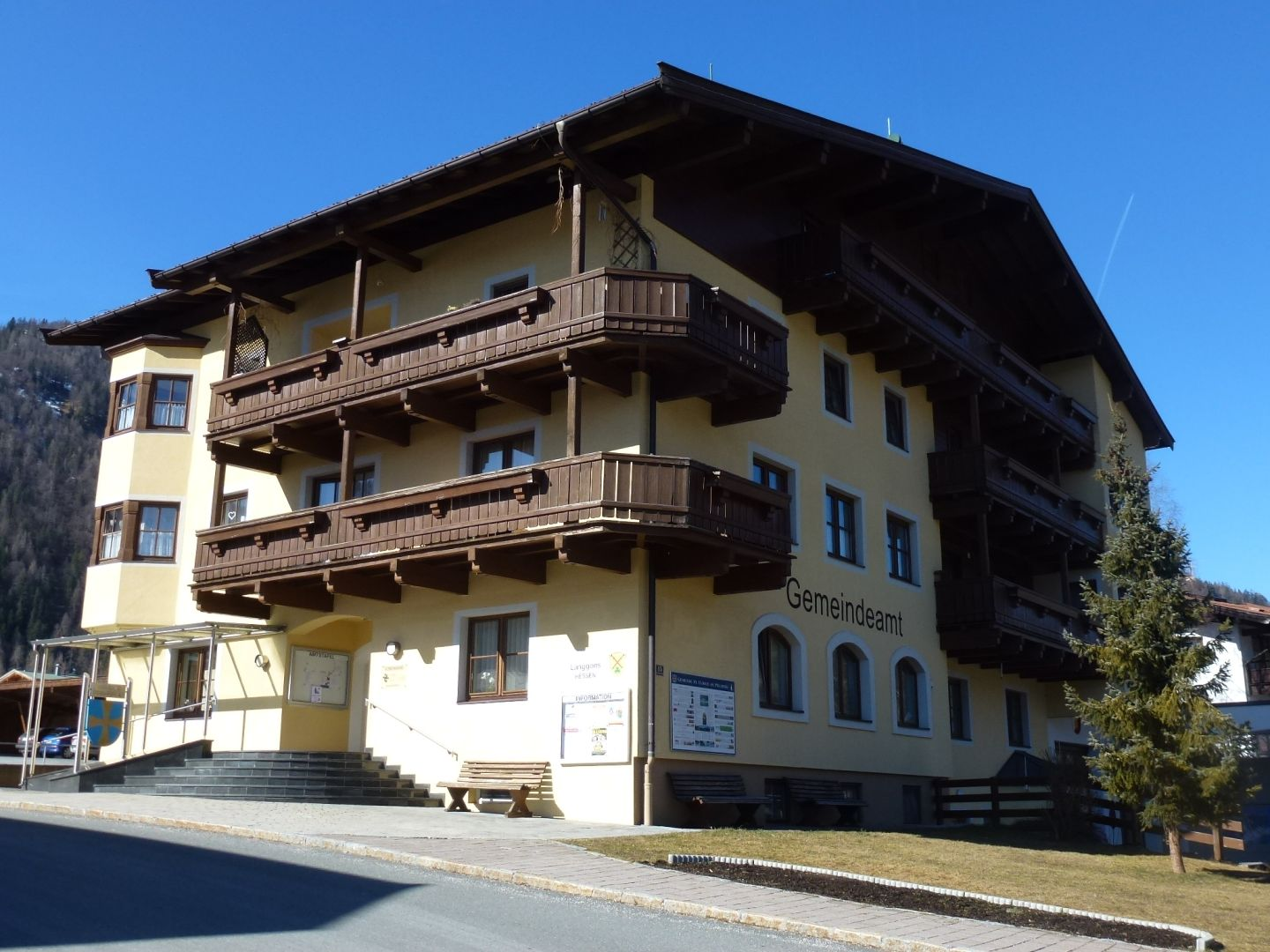
Gemeindeamt

St. Ulrich am Pillersee (lokal auch: Nuarach) ist eine Gemeinde mit 1949 Einwohnern (Stand 1. Jänner 2025) im Bezirk Kitzbühel in Tirol (Österreich). Die Gemeinde liegt im Gerichtsbezirk Kitzbühel.

## Geographie
St. Ulrich am Pillersee liegt auf 847 Metern Seehöhe am namensgebenden Pillersee im Pillerseetal in der Westabschattung der Loferer Steinberge.

### Gemeindegliederung
Das Gemeindegebiet umfasst 52,0 km², davon sind 7,6 km² besiedelt. 23,9 % (1243 ha) der Gemeindefläche werden landwirtschaftlich, und zwar vornehmlich zur Viehzucht genutzt. 49,2 % der Gemeindefläche, das entspricht 2560 ha, sind mit Wald bedeckt, der überwiegend forstwirtschaftlich genutzt wird. 1,3 % (69 ha) sind bebaut, die besiedelte Fläche beträgt 7,6 km², was 14,6 % der Gemeindefläche entspricht. Der höchste Punkt der Gemeinde liegt auf 2506 Metern über dem Meeresspiegel am Gipfel des Großen Hinterhorns (Mitterhorn).

### Nachbargemeinden
| Kirchdorf in Tirol            | Waidring                                    | Lofer                |
| St. Johann in Tirol           | Kompassrose, die auf Nachbargemeinden zeigt | St. Martin bei Lofer |
| Fieberbrunn St. Jakob in Haus | Hochfilzen                                  |                      |

## Geschichte
Die erste, archäologisch durch Reihengräber nachweisbare, Besiedlung fand wohl im 10. Jahrhundert durch bajuwarische Stämme statt. Die Hofmark Pillersee wurde im 12. Jahrhundert durch Benediktinermönche vom Kloster Rott am Inn besiedelt. St. Ulrich war hierbei die Urpfarre des gesamten Tales. Erstmals schriftlich erwähnt wurde das Gebiet im Jahr 1151 („totum Bileresse cum ecclesia eiusdem loci, decimis et appenditiis suis“) in einer Besitzbestätigungsurkunde von Papst Eugen III. für das Kloster Rott. Der Name des Ortes leitet sich vom heiligen Ulrich von Augsburg her, nach dem die Pfarre benannt wurde. Im Jahr 1377 wurde das Wirtshaus an der Straß als damals einziges Wirtshaus im Pillerseetal schriftlich erwähnt. Im Jahre 1401 wurde die spätgotische Wallfahrtskirche in einer Urkunde erwähnt. 1506 gelangte die Hofmark Pillersee durch eine Landesreform zum Landgericht Kitzbühel und wurde somit Bestandteil von Tirol, Besitzer der Hofmark blieb allerdings das Kloster Rott. 1803 wurde das Kloster Rott aufgelöst und St. Ulrich fiel an den Tiroler Landesherrn. Zwischen 1911 und 1931 wurde eine Straße durch das Pillerseetal (1961 asphaltiert) gebaut, was die Erreichbarkeit des Tals erhöhte und zu einem wirtschaftlichen Anschluss führte. 1969 wurde ein Skigebiet am Hausberg Buchensteinwand eröffnet.

### Bevölkerungsentwicklung
EinwohnerJahr30060090012001500180021001860189019201950198020102040EinwohnerEinwohnerentwicklung von St. Ulrich am Pillersee

## Kultur und Sehenswürdigkeiten

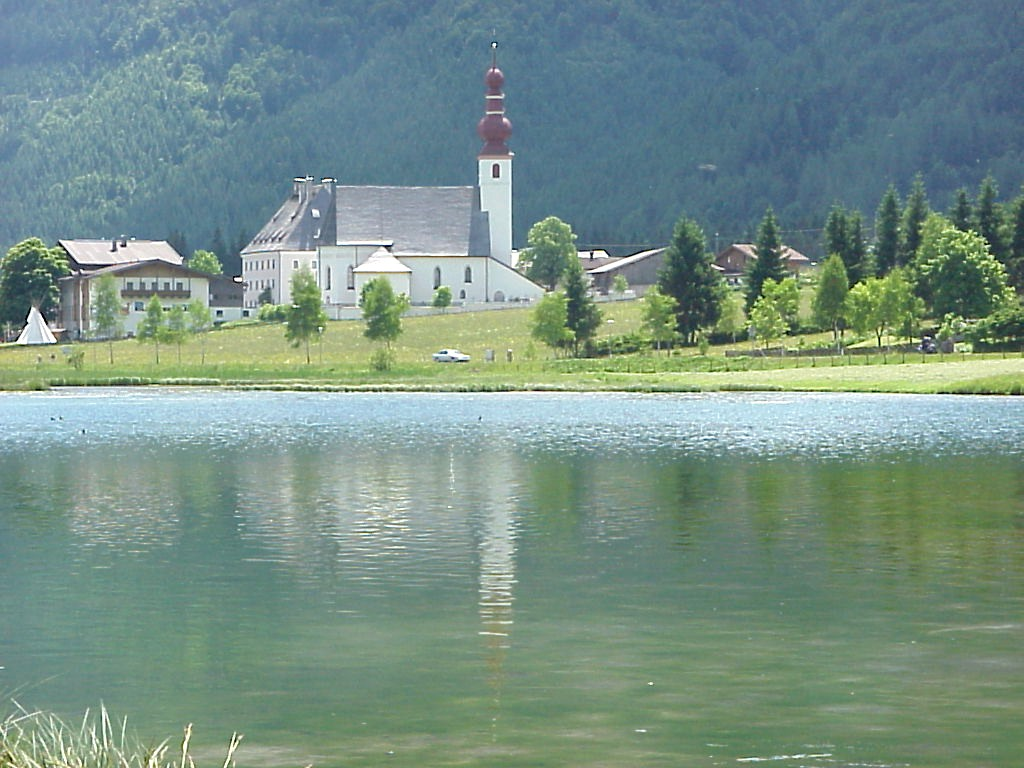
Pfarrkirche St. Ulrich am Pillersee

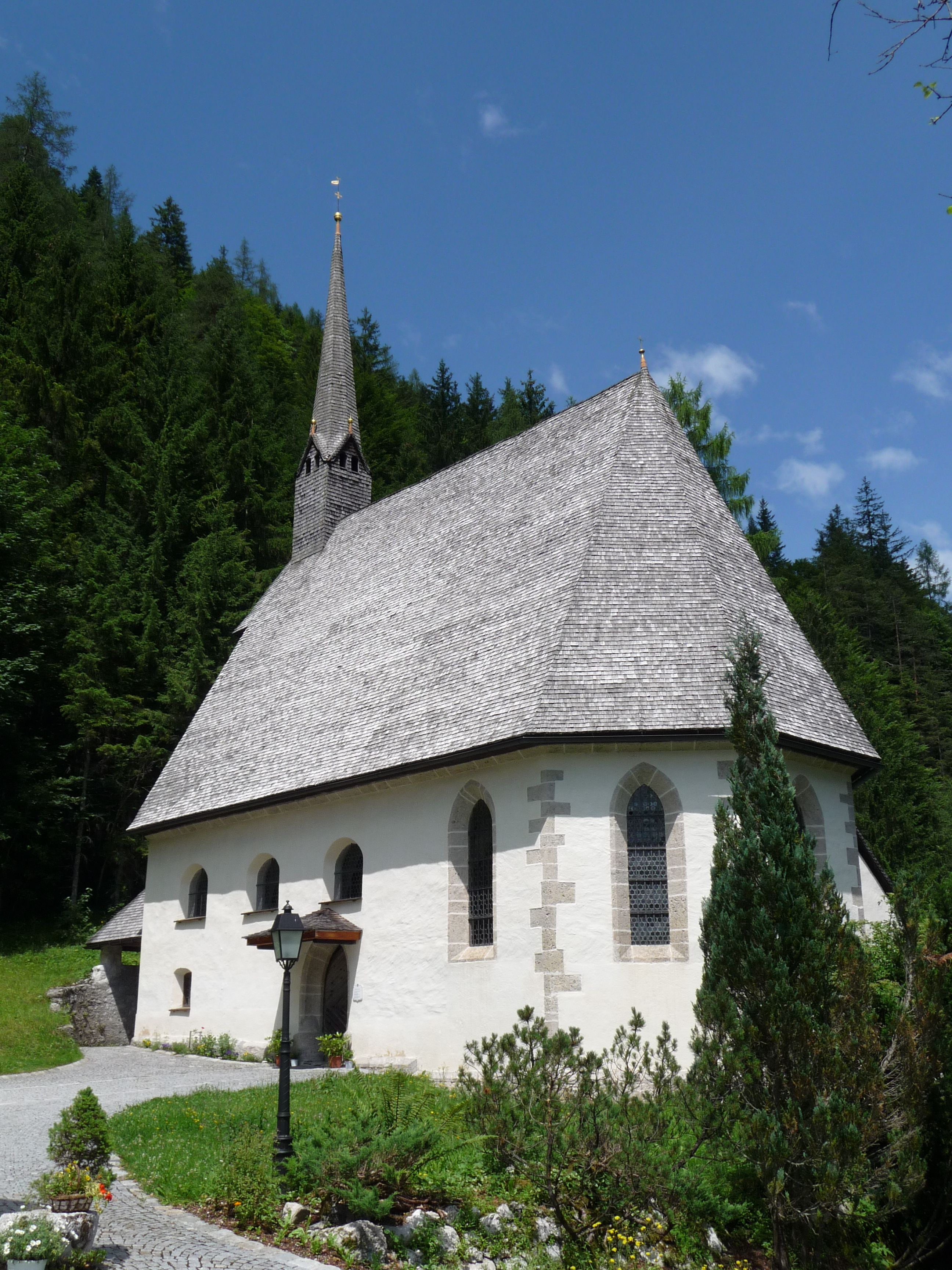
Filialkirche St. Adolari

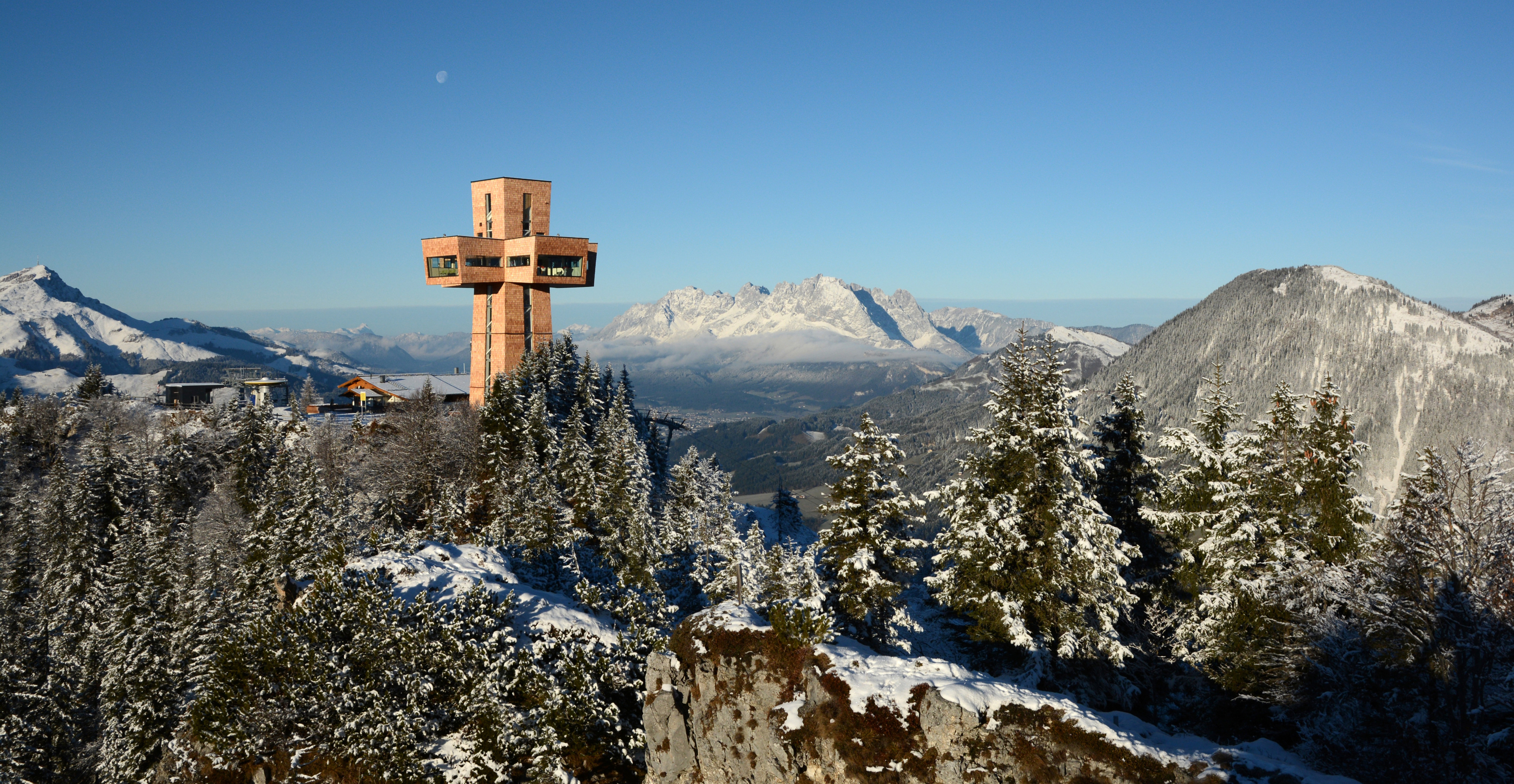
Jakobskreuz

- Pfarrkirche St. Ulrich am Pillersee: Barocke Pfarrkirche zum Heiligen Ulrich mit Pfarrhaus, sie gehörte einst zum Kloster Rott am Inn. Erstmalige Erwähnung 1151, Turm mit romanischem Baukern, 1506 als gotische Kirche geweiht, im 17. und 18. Jahrhundert barockisiert, 1865/66 neogotisch umgestaltet, 1960/61 rebarockisiert.
- Filialkirche St. Adolari: die kleine Kirche befindet sich im Weiler Adolari am Nordende des Pillersees. 1957 wurden bei Renovierungsarbeiten im Chor Fresken aus dem 14. Jahrhundert freigelegt und restauriert.
- St. Ulrich verfügt über die weltälteste Latschenölbrennerei.[3]
- Auf der Buchensteinwand wurde als touristische Attraktion am 27. Juli 2014 ein begehbares Gipfelkreuz eröffnet (Jakobskreuz).

## Wirtschaft und Infrastruktur

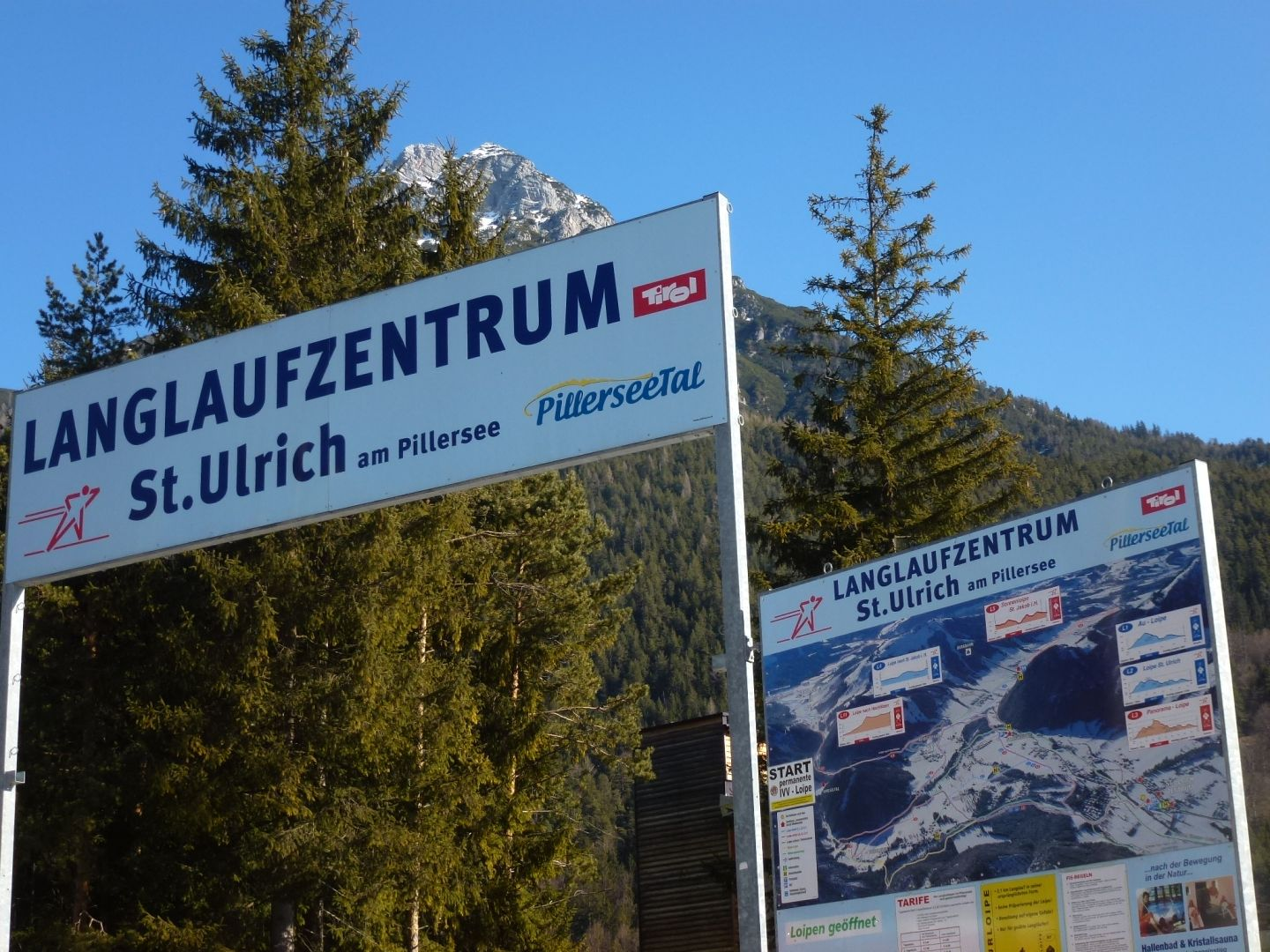
Beginn der Loipen

Bedingt durch die periphere Lage gibt es in St. Ulrich keine größere Ansiedelung von Industrie. Es existieren 76 Gewerbeunternehmen. Die Mehrheit der Bevölkerung lebt von der Landwirtschaft (49 landwirtschaftliche Betriebe) und vom Tourismus (1700 Gästebetten/240.449 Nächtigungen). Hauptbedeutung hat hierbei der Wintersport. St. Ulrich besitzt ein eigenes kleines Skigebiet, das an den Skiverbund Pillerseetal angeschlossen ist. Über 83 % der Gäste nächtigen in Privatunterkünften wie Pensionen oder Ferienwohnungen. Die Arbeitslosigkeit beträgt 5 % (Stand 2001), das durchschnittliche Einkommen beträgt 16.912 Euro/Jahr. 21,1 % der Erwerbstätigen sind im produzierenden Gewerbe tätig, 33,9 % arbeiten im Transport- und Lager- und Kommunikationswesen und 19,7 % im Hotel- und Gaststättengewerbe. Hierbei ist zu beachten, dass ein erheblicher Teil der Beschäftigten Auspendler sind, die im nahen oder weiteren Umland beschäftigt sind. Die Zahl der Arbeitsplätze vor Ort betrug zum Beispiel im Jahr 2001 mit Ausnahme der landwirtschaftlich oder forstwirtschaftlich Beschäftigten gerade einmal 89 bei 608 Beschäftigten.

### Verkehr
- Straße: Durch St. Ulrich führt die Pillerseestraße (L 2), welche die B 178 und die B 164 miteinander verbindet.
- Bus: Ein Regiobus verkehrt im Sommer mehrstündig zwischen den Orten des Pillerseetals, im Winter fährt ein kostenloser Skibus in höherer Frequenz.
- Bahn: Der nächste Bahnhof befindet sich in Fieberbrunn (Salzburg-Tiroler Bahn).

### Bildung

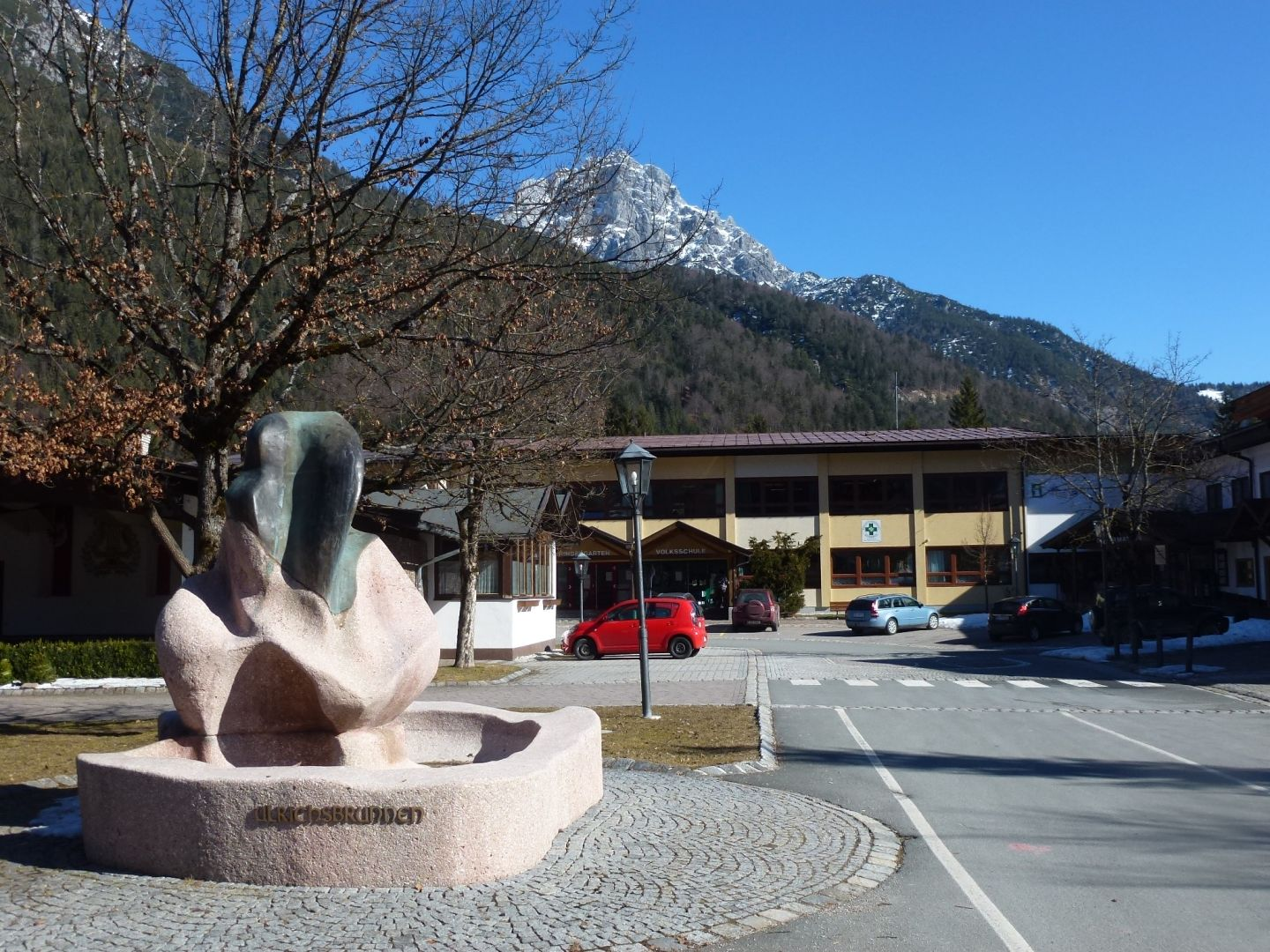
Ulrichsbrunnen vor der Volksschule

St. Ulrich besitzt einen Kindergarten und eine vierstufige Volksschule.

## Politik
Der Gemeinderat hat insgesamt 13 Mitglieder.
- Mit den Gemeinderatswahlen 2010 hatte der Gemeinderat folgende Verteilung: 5 Wir Nuaracher, 5 Gemeinsam für St. Ulrich, 3 Lebenswertes St. Ulrich.
- Mit den Gemeinderats- und Bürgermeisterwahlen in Tirol 2016 hatte der Gemeinderat folgende Verteilung: 7 Gemeinsam für St. Ulrich, und 6 Wir Nuaracher für St. Ulrich.
- Mit den Gemeinderats- und Bürgermeisterwahlen in Tirol 2022 hat der Gemeinderat folgende Verteilung: 7 Wir für St. Ulrich, 3 Aufwind St. Ulrich a.P., 2 Liste Staffner – Nuaracher Demokraten, 1 Gemeinsam für St. Ulrich

### Bürgermeister
- 1971–1998 Leo Schlechter
- 1998–2009† Kaspar Mettler (Partei für St. Ulrich, Bauern – Arbeitnehmer – Wirtschaft)
- 2009–2010 Mario Horngacher
- 2010–2022 Brigitte Lackner
- seit 2022 Martin Mitterer

Kaspar Mettler starb am 13. Mai 2009 im Alter von 60 Jahren nach langer Krankheit. Die Amtsgeschäfte übernahm übergangsweise bis zur Gemeinderatswahl 2010 Mario Horngacher.

### Wappen
Blasonierung: Im blauen Schild ein durchgehendes goldenes Ulrichskreuz.
Das 1976 verliehene Gemeindewappen verweist mit dem Ulrichskreuz auf den Kirchenpatron und Namensgeber der Gemeinde.

## Persönlichkeiten

### Ehrenbürger der Gemeinde
- 2012: Hans Simair (1912–2019), Bürgermeister von St. Ulrich am Pillersee 1962–1971[6]

### Personen mit Bezug zur Gemeinde
- Wolfgang Falck (1910–2007), deutscher Jagdflieger
- Nana Gualdi (1932–2007), italienisch-deutsche Sängerin und Schauspielerin